# گاربووو-کولونگا
گاربووو-کولونگا (به لهستانی:  Garbowo-Kolonia) یک روستا در لهستان است که در گمینا کوبلین-بوژمه واقع شده‌است.